# Honda Odyssey
Honda Odyssey – samochód osobowy typu minivan produkowany przez japoński koncern motoryzacyjny Honda od 1994 roku. Auto produkowane jest w dwóch odmianach: przeznaczonej na rynek amerykański oraz w wersji światowej.

## Pierwsza generacja
Honda Odyssey I produkowana była w latach 1994 - 1998.

### Historia i opis modelu

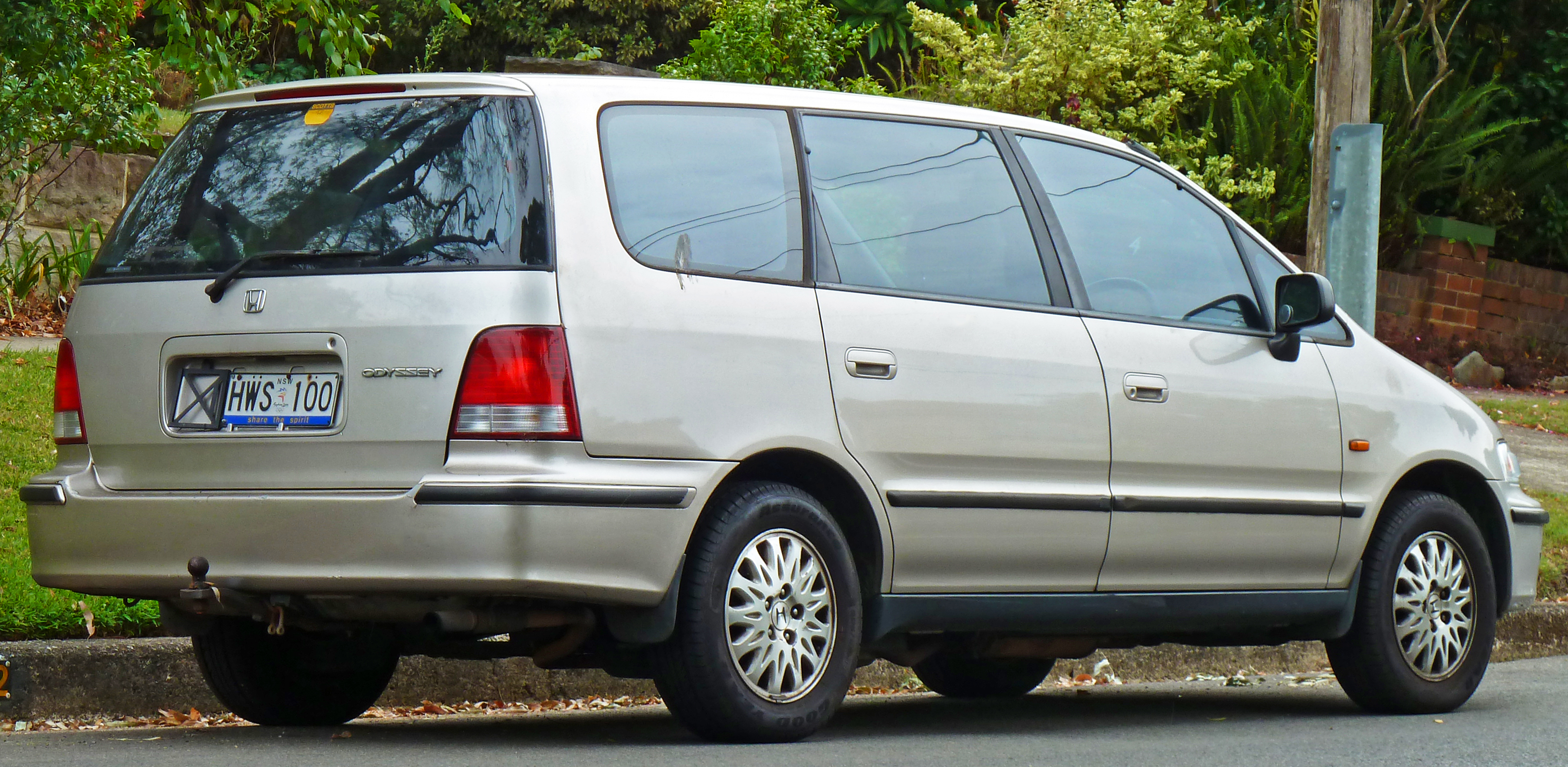
Honda Odyssey I - tył

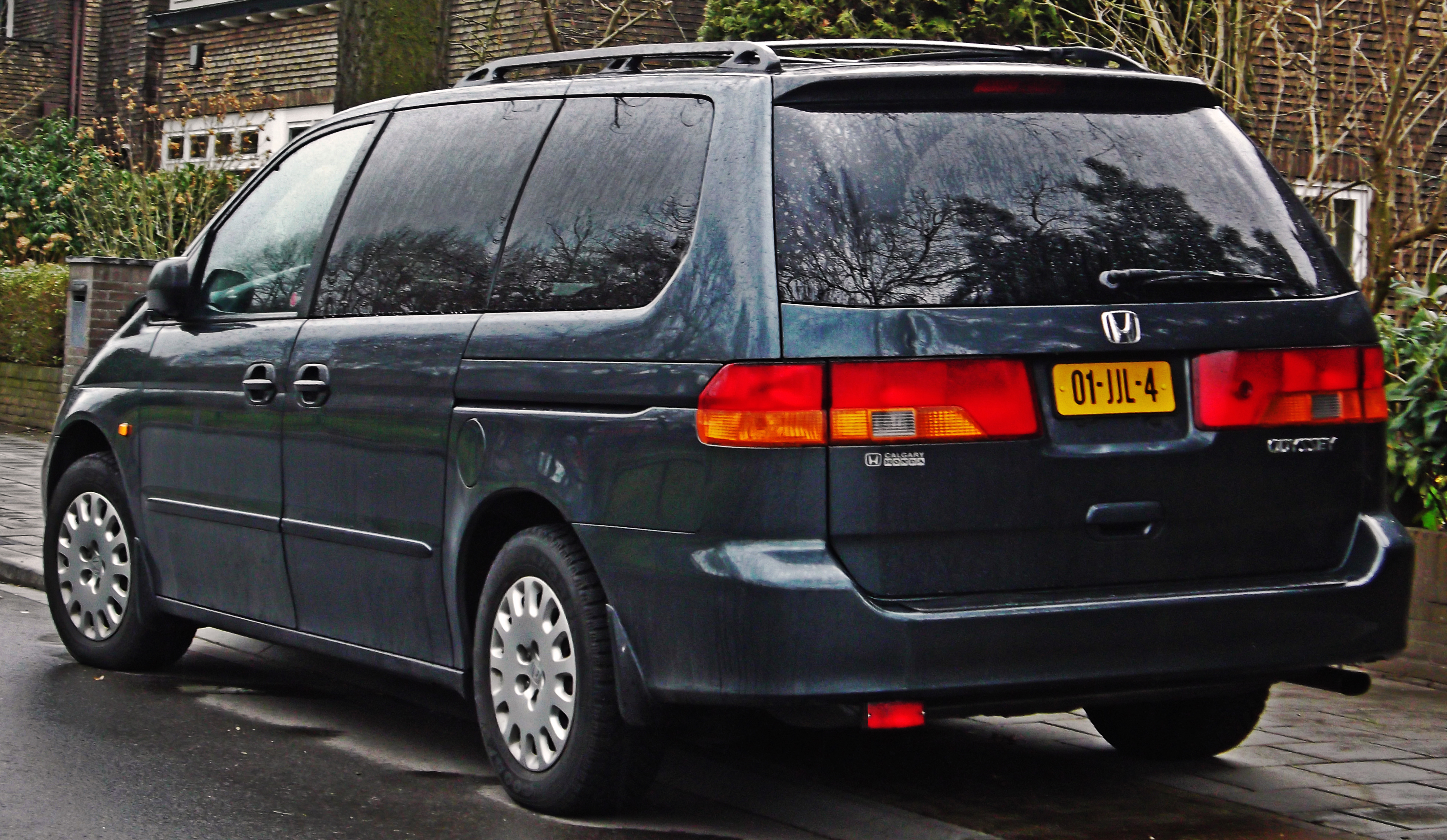
Honda Odyssey II USA - tył

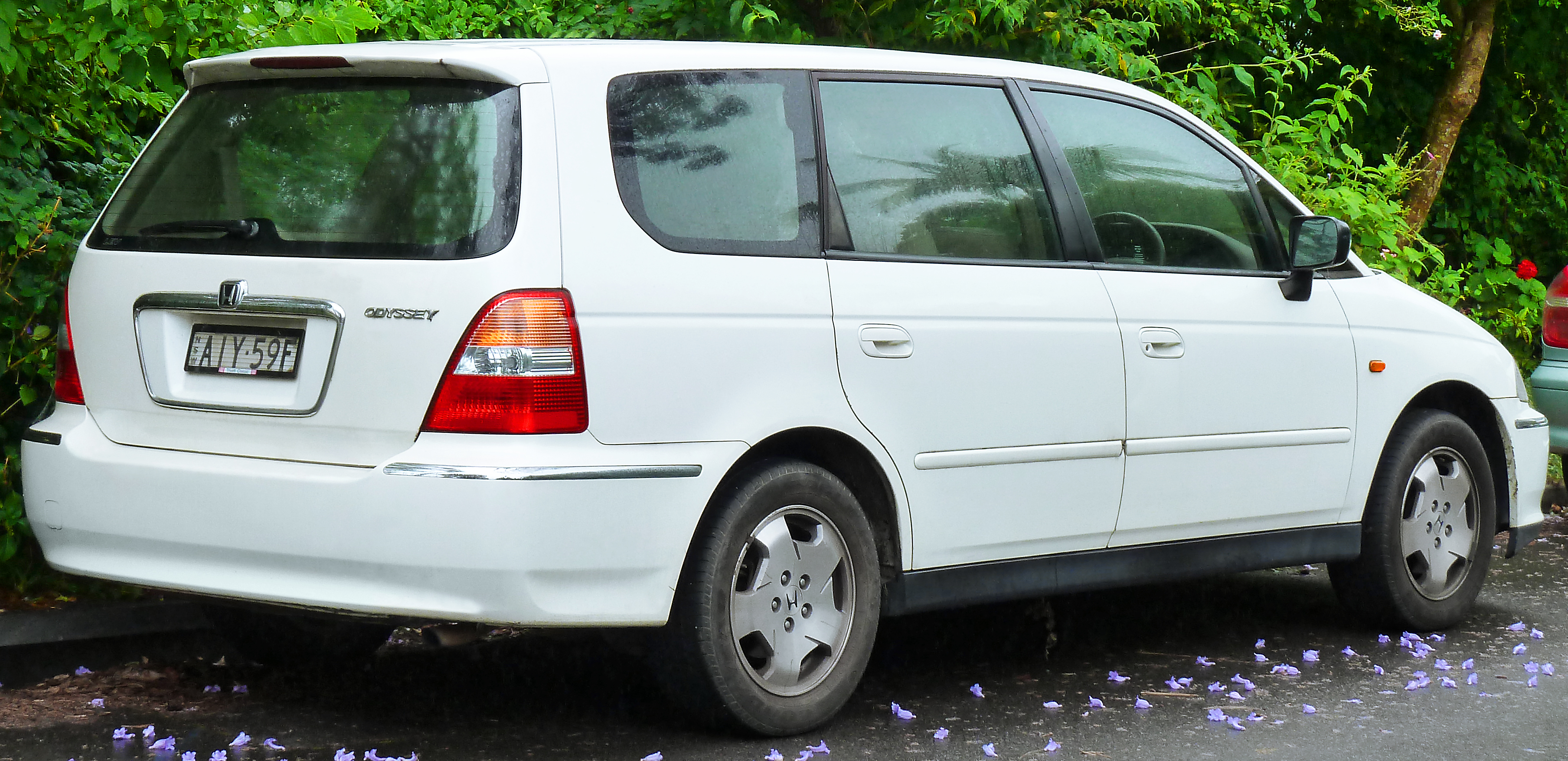
Honda Odyssey II - tył

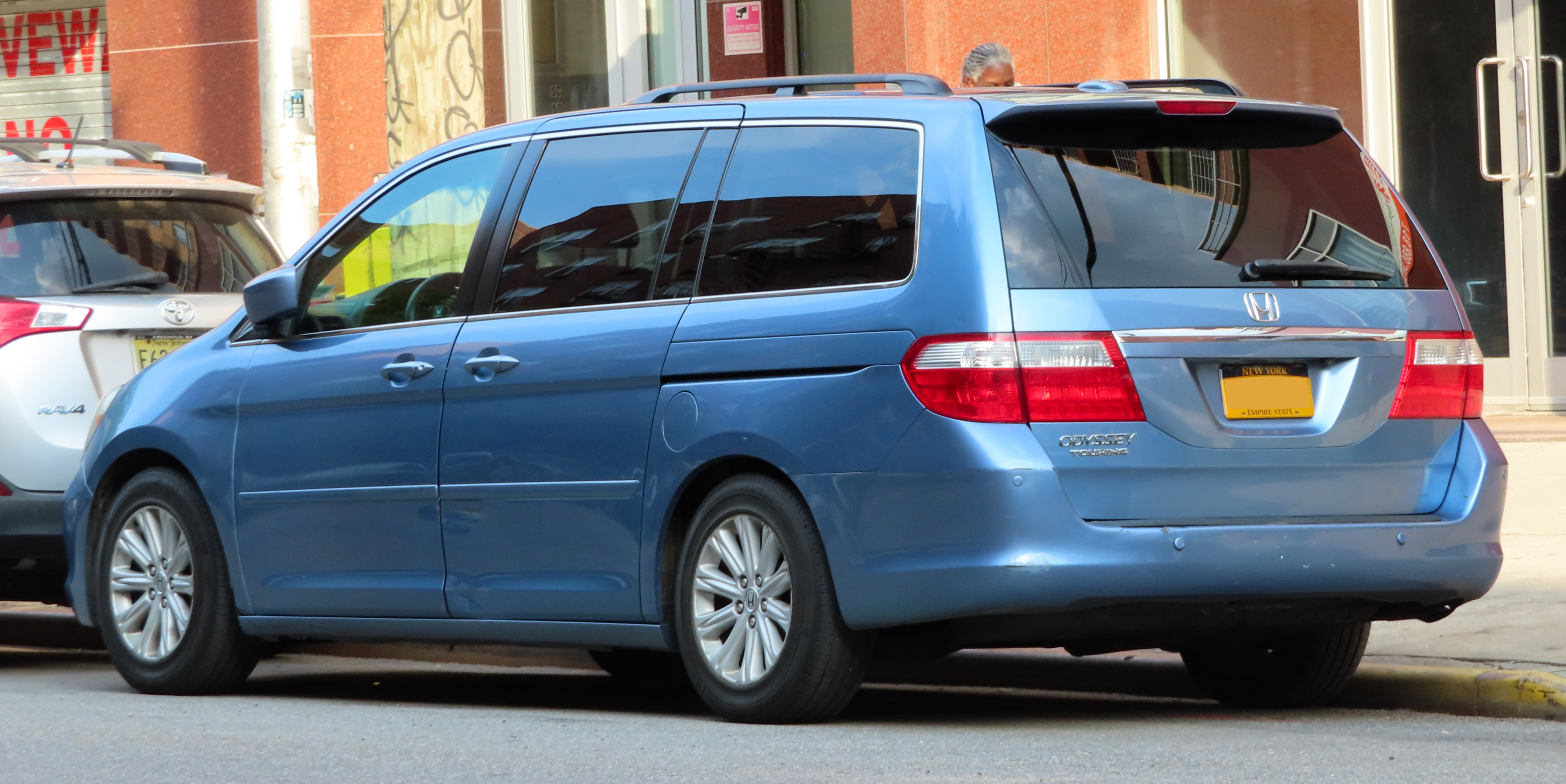
Honda Odyssey III przed liftingiem - tył

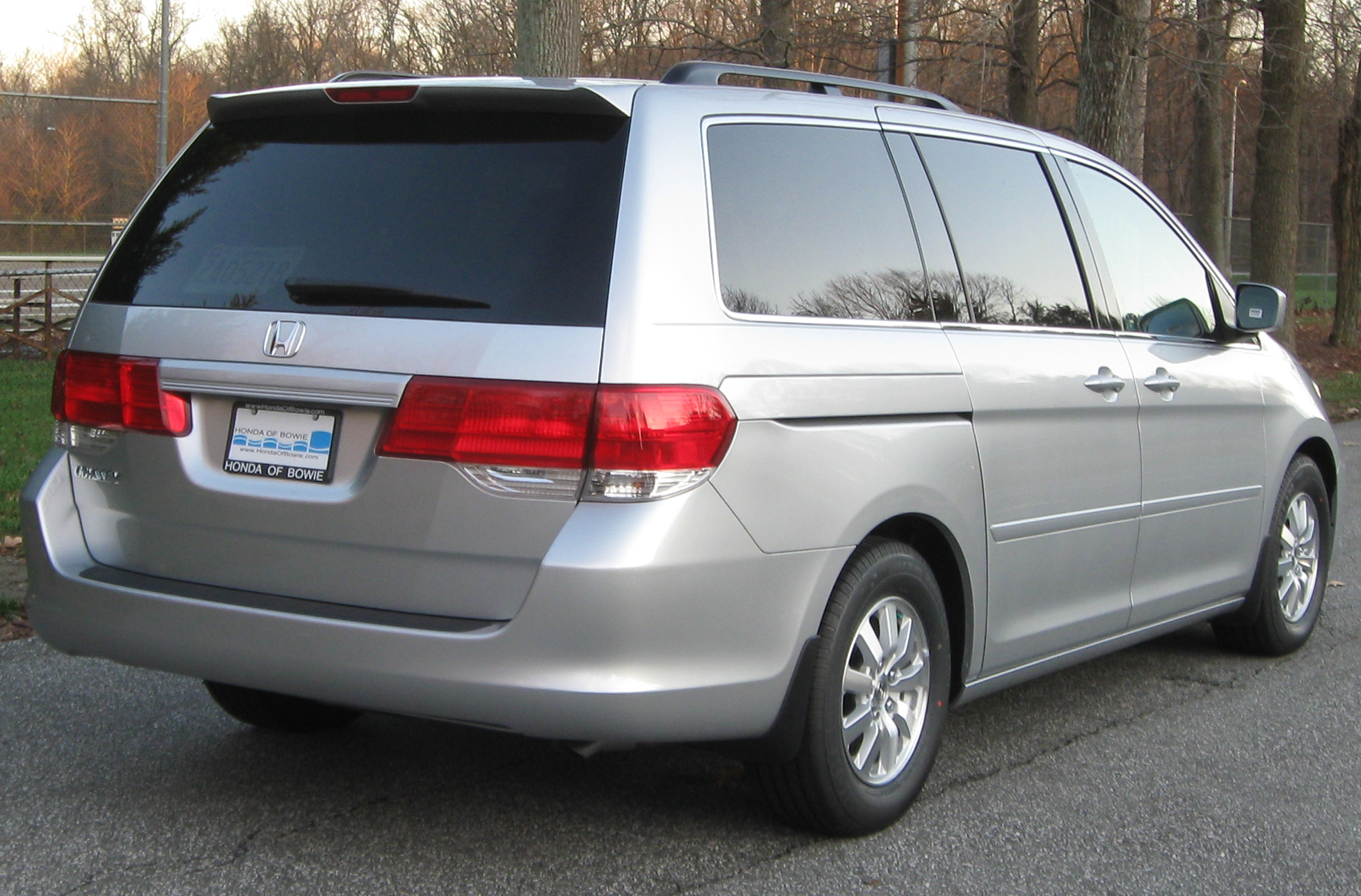
Honda Odyssey III po liftingu - tył

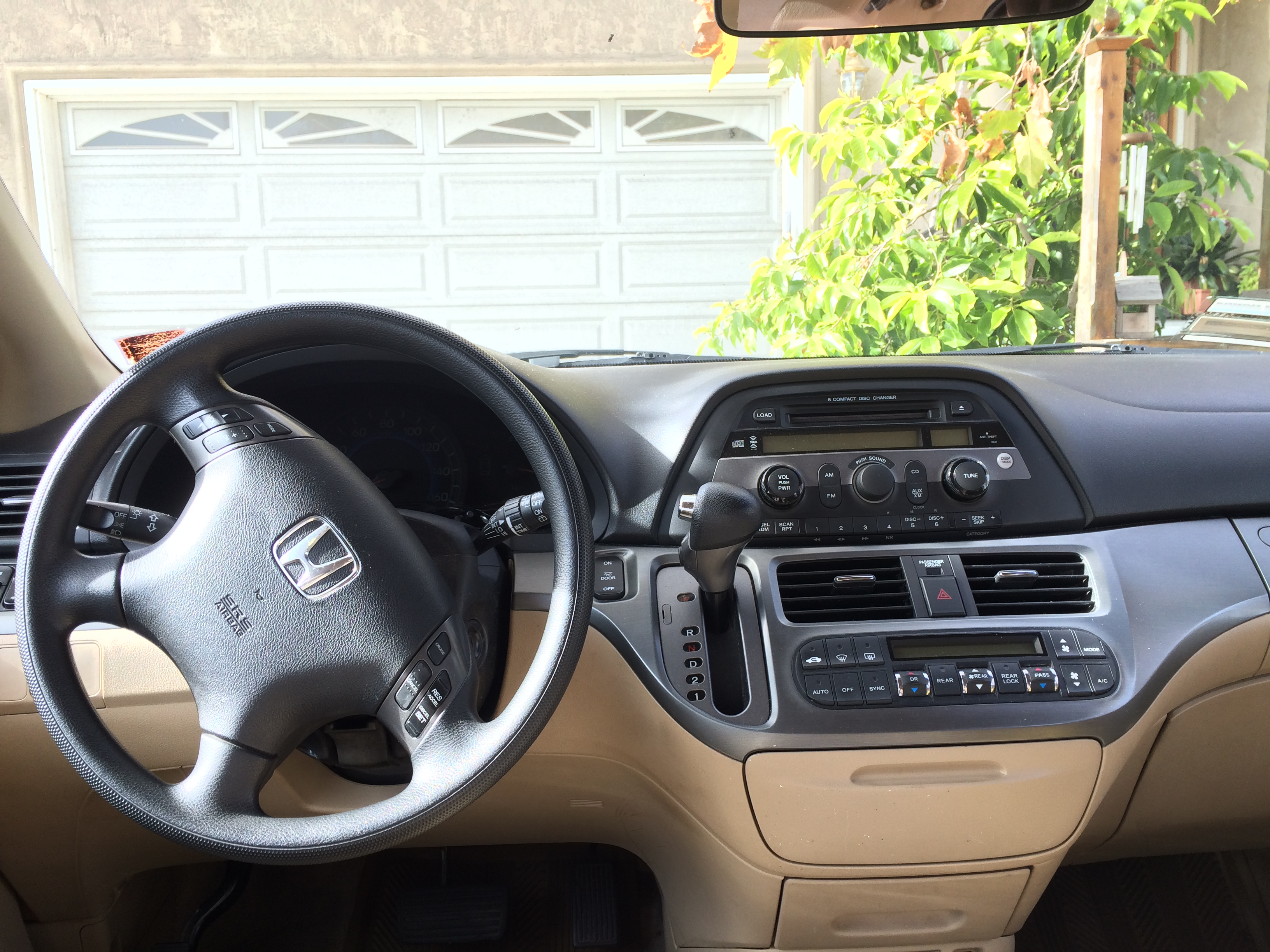
Honda Odyssey III przed liftingiem - deska rozdzielcza

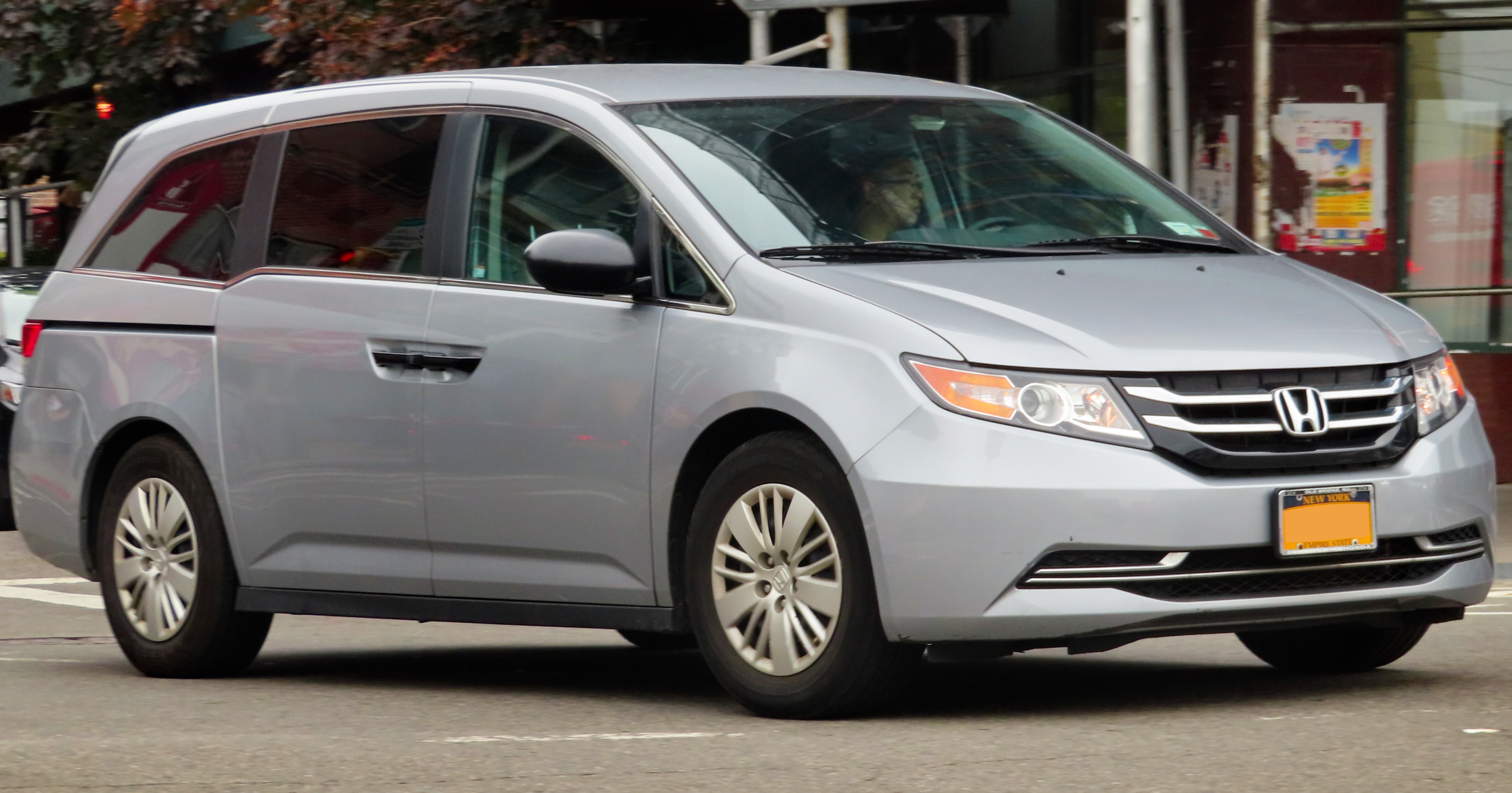
Honda Odyssey IV po liftingu

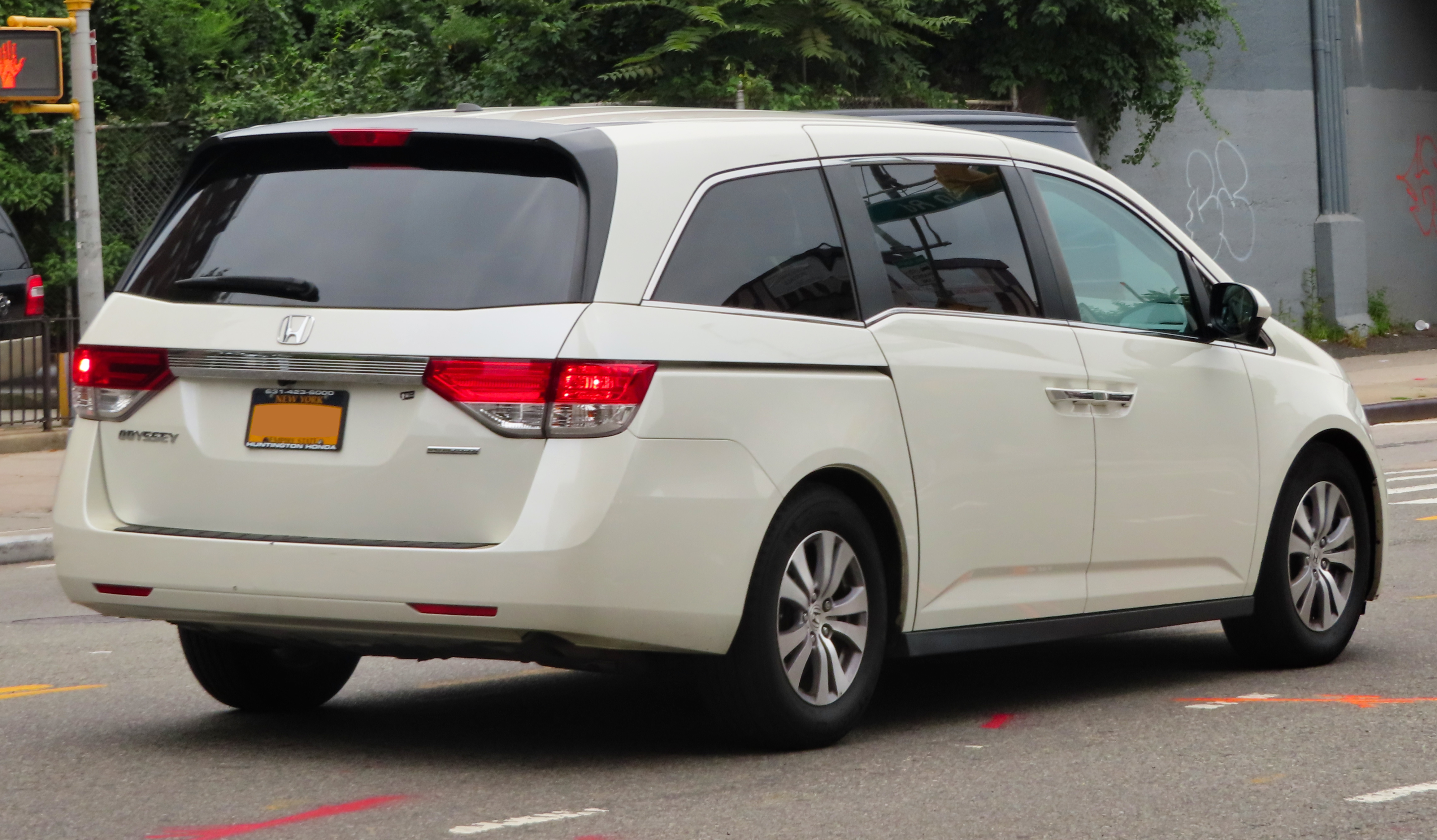
Honda Odyssey IV po liftingu - tył

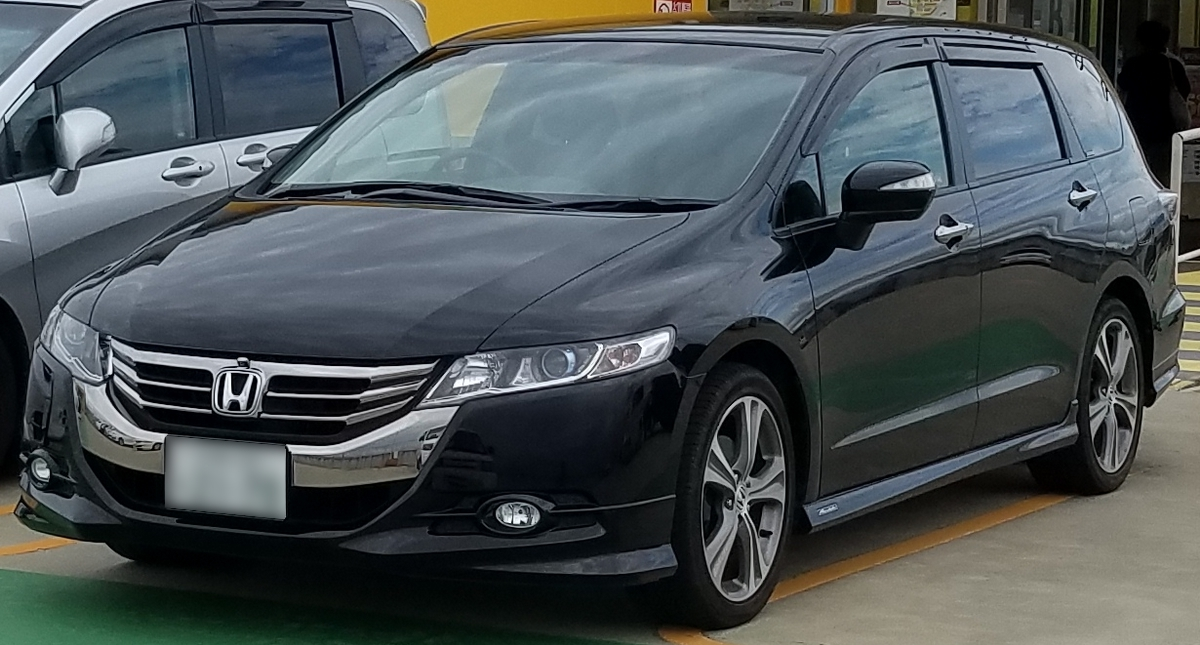
Honda Odyssey IV po liftingu

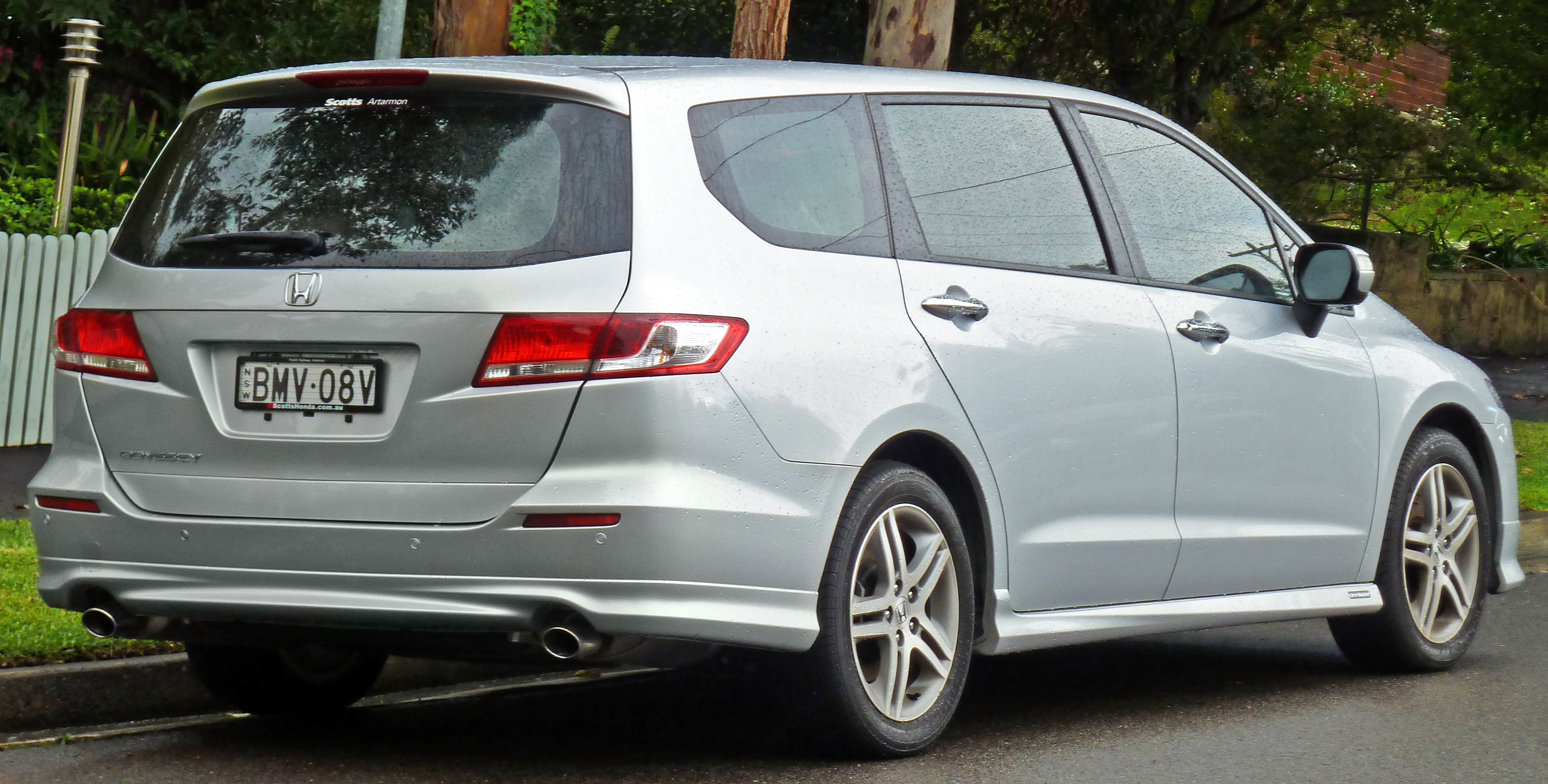
Honda Odyssey IV przed liftingiem - tył

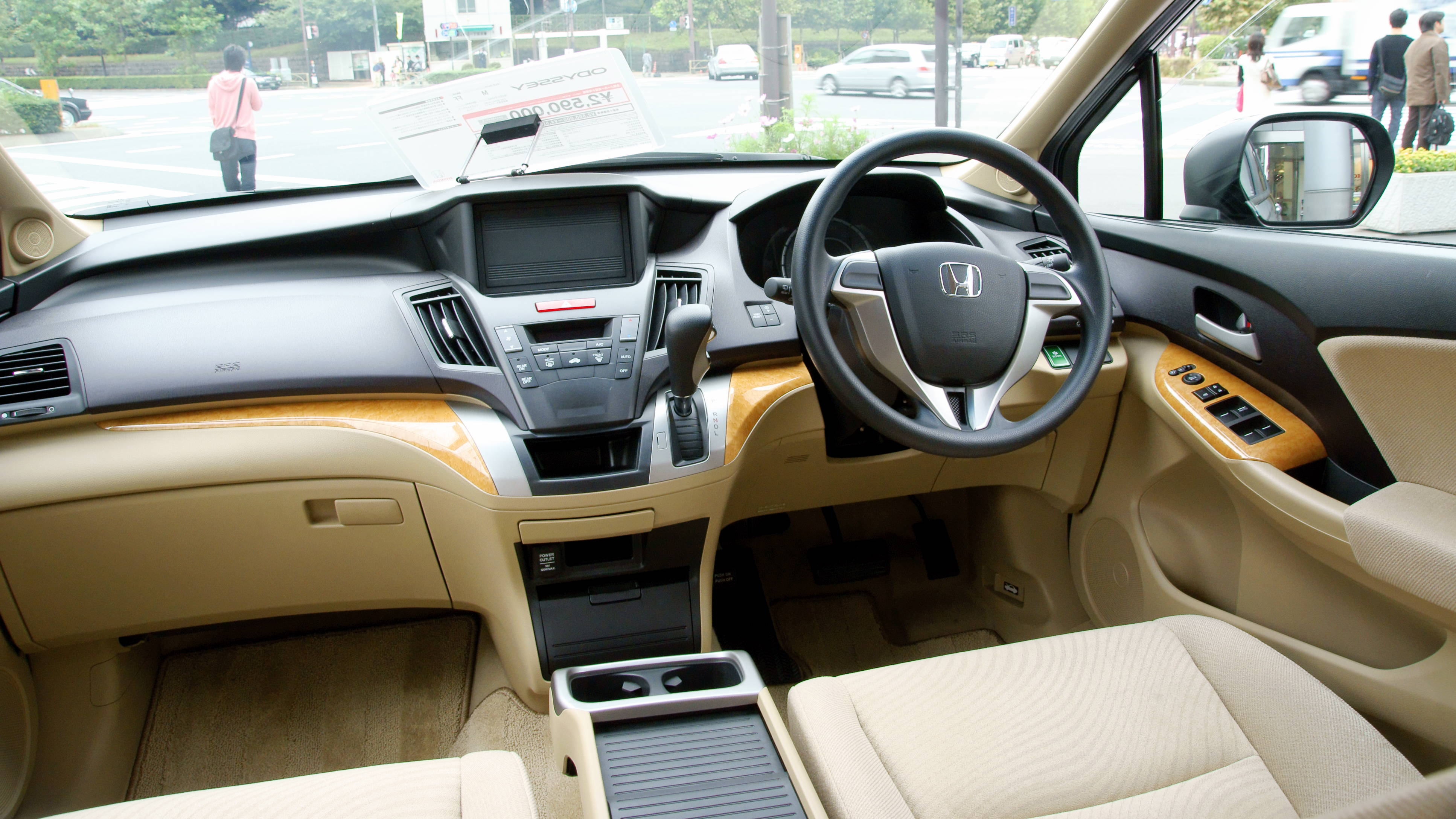
Honda Odyssey IV przed liftingiem - wnętrze

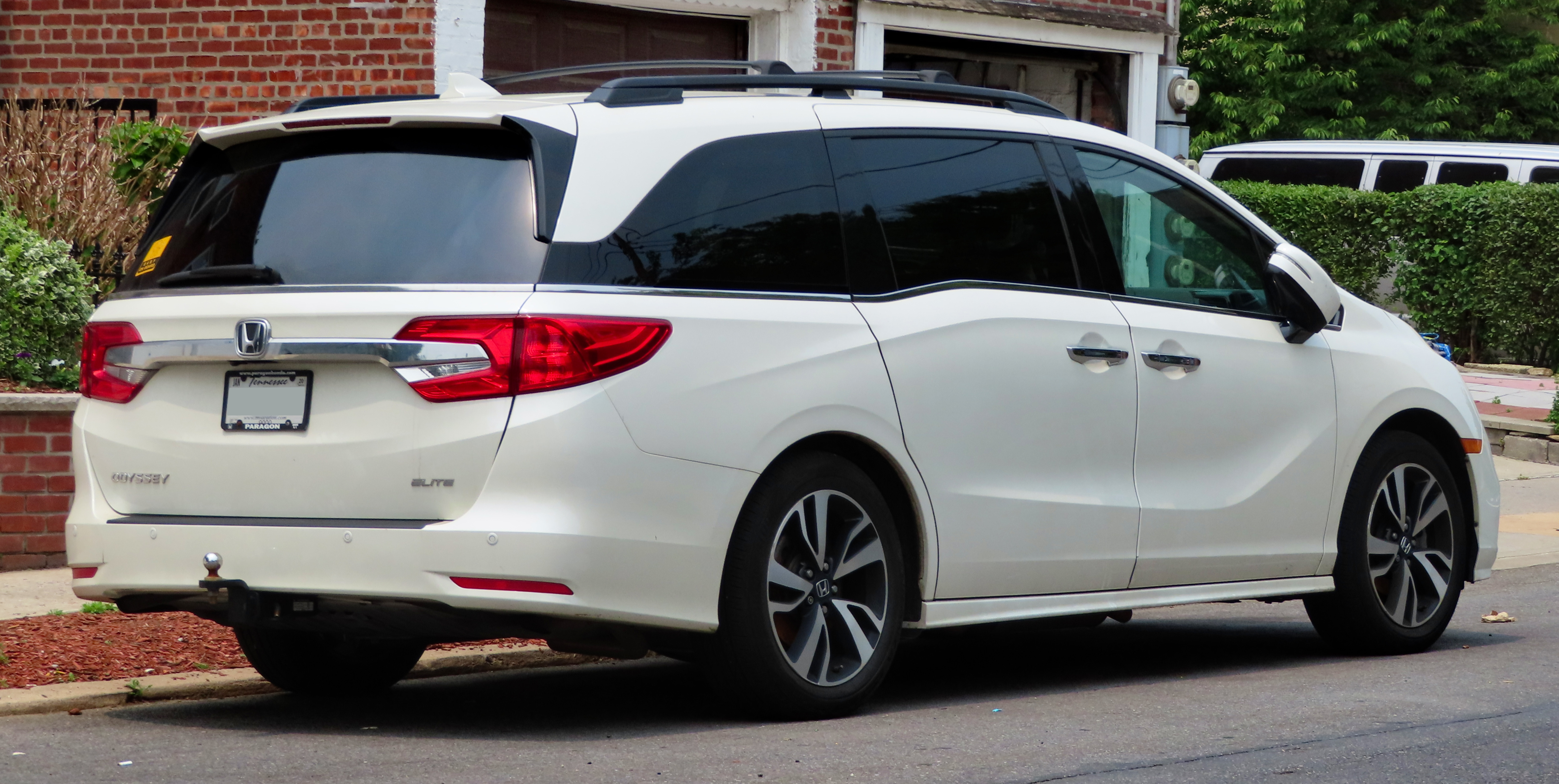
Honda Odyssey V - tył

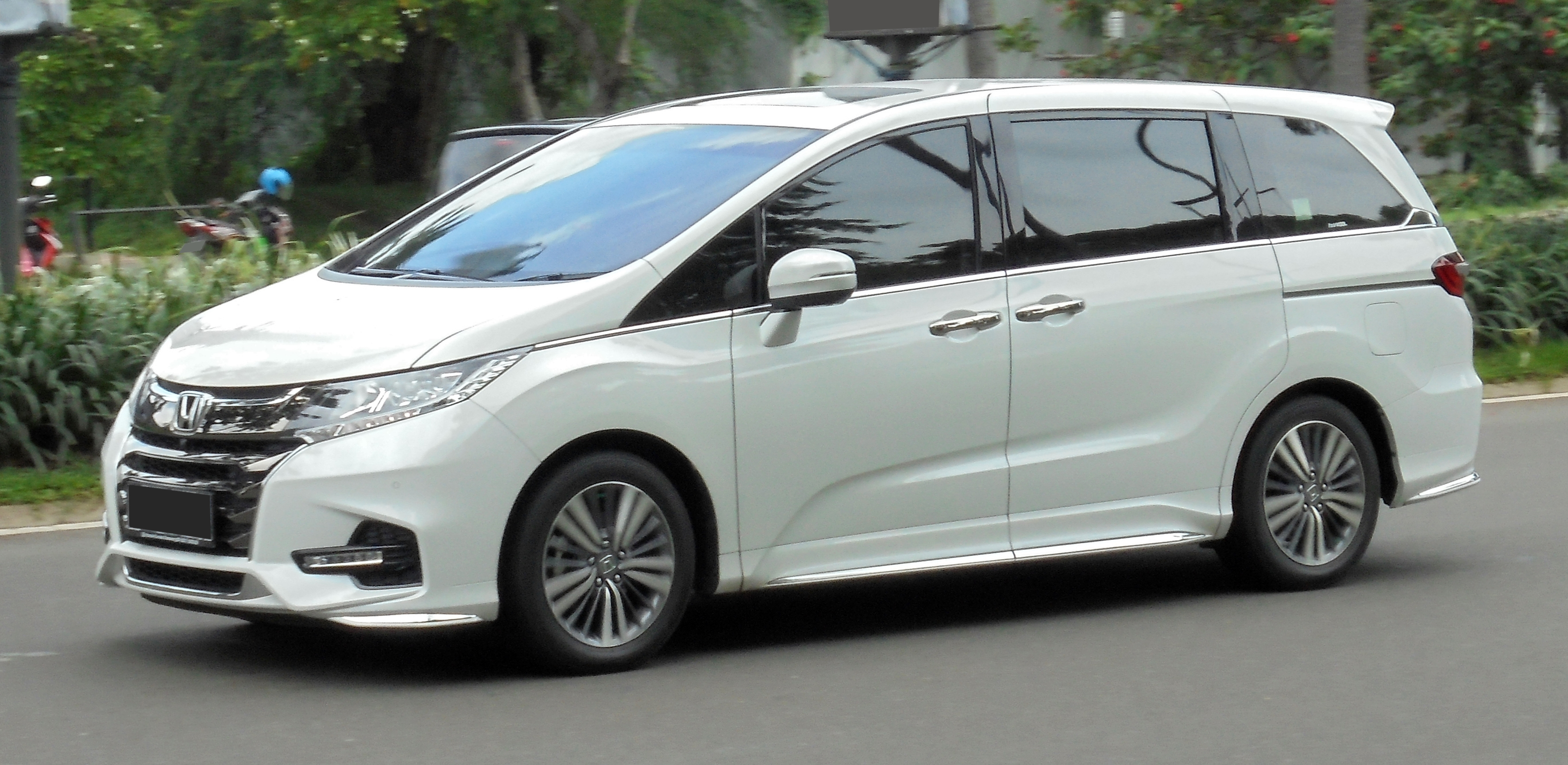
Honda Odyssey V po liftingu

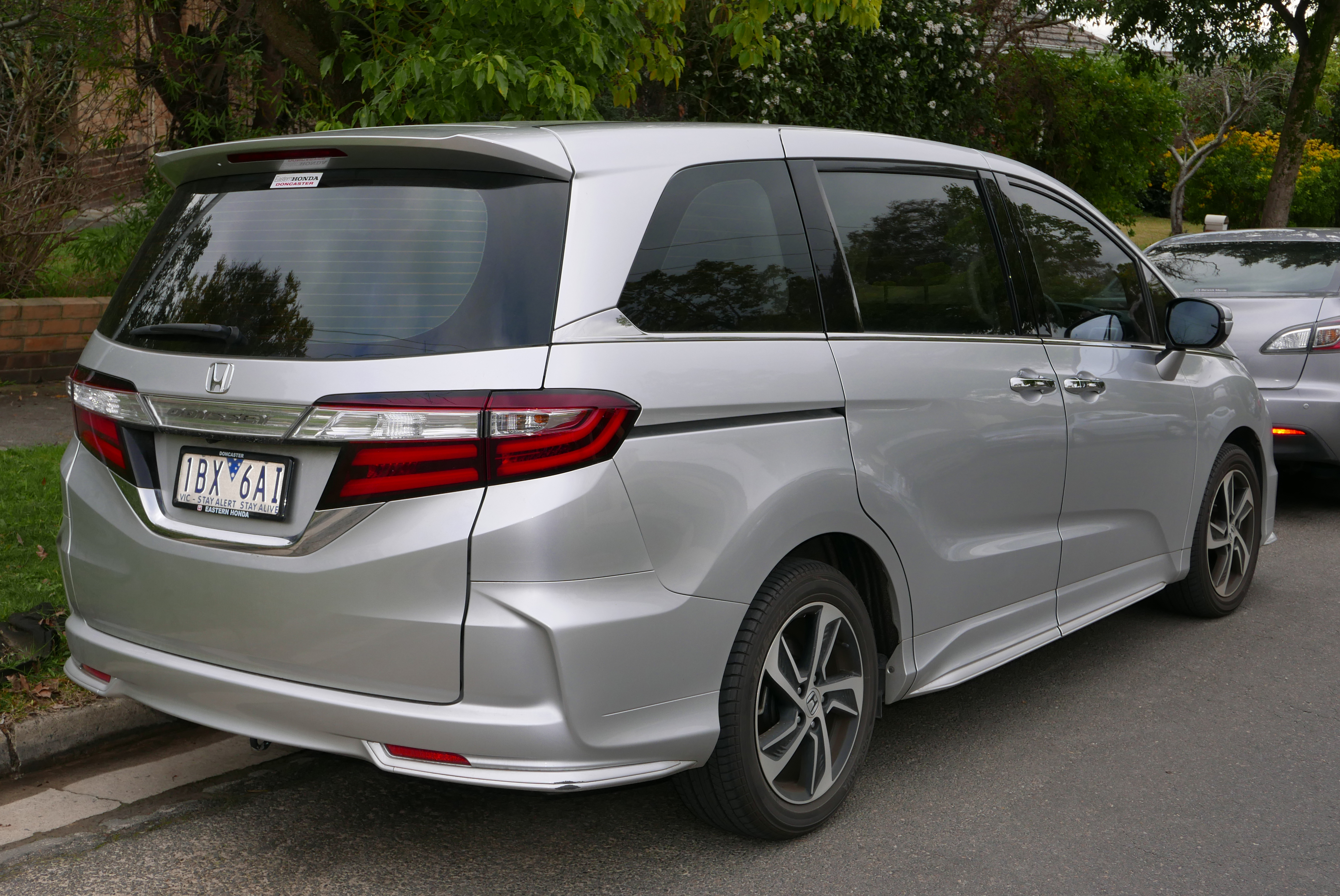
Honda Odyssey V przed liftingiem - tył

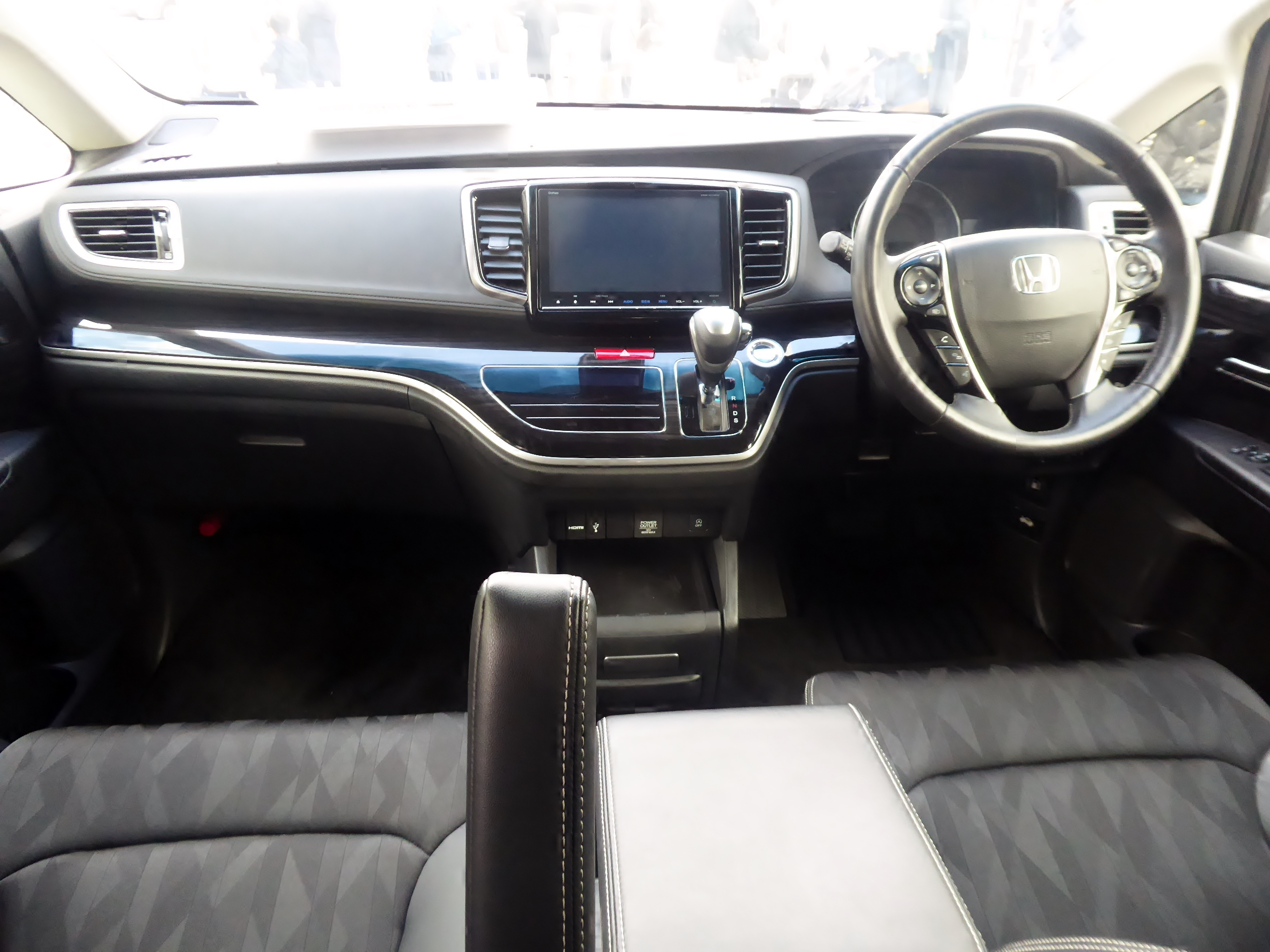
Honda Odyssey V - wnętrze

Samochód został po raz pierwszy oficjalnie zaprezentowany w 1994 roku jako pierwszy van w historii marki. Auto zbudowane zostało na bazie płyty podłogowej wykorzystanej w modelu Accord V. Wersje sprzedawane na rynku europejskim oznaczono imieniem Shuttle. Jako pierwsze auto w historii pojazd oferował składane na płasko siedzenia trzeciego rzędu. W 1997 roku wersja Shuttle przeszła delikatną modernizację. 
Z uwagi na niskie zainteresowanie modelem Shuttle na rynku europejskim auto zastąpione zostało w 2000 roku modelem Stream.

### Wersje wyposażeniowe
- ES
- EX
- L
- LS
- LX

W zależności od wybranej wersji wyposażeniowej pojazdu, auto wyposażone mogło być m.in. w system ABS, elektryczne sterowanie szyb, elektryczne sterowanie lusterek, klimatyzację, a także komplet poduszek powietrznych i zamek centralny.

## Druga generacja

### Wersja amerykańska
Honda Odyssey II w wersji przeznaczonej na rynki amerykańskie produkowana była w latach 1998 - 2004.

#### Historia i opis modelu
Samochód został po raz pierwszy oficjalnie zaprezentowany w 1998 roku.

#### Wersje wyposażeniowe
- EX
- LX

W zależności od wybranej wersji, auto wyposażone mogło być m.in. w system ABS, komplet poduszek powietrznych, elektryczne sterowanie szyb, elektryczne sterowanie lusterek, wielofunkcyjną kierownicę, skórzaną tapicerkę oraz czujniki cofania.

### Wersja międzynarodowa
Honda Odyssey II w wersji przeznaczonej na rynki międzynarodowe produkowana była w latach 1999 - 2003.

#### Historia i opis modelu
Samochód został po raz pierwszy oficjalnie zaprezentowany w 1999 roku. Otrzymał zupełnie inną stylistykę niż wersja przeznaczona na rynek amerykański.

#### Wersje wyposażeniowe
- L
- Absolute
- Mugen
- Prestige

## Trzecia generacja

### Wersja amerykańska
Honda Odyssey III w wersji przeznaczonej na rynek amerykański produkowana była w latach 2004 - 2010.

#### Historia i opis modelu
Samochód został po raz pierwszy oficjalnie zaprezentowany w 2004 roku. Pod względem wyglądu auto po raz pierwszy od wprowadzenia do sprzedaży modelu Odyssey otrzymało zupełnie zmodyfikowany wygląd zewnętrzny zachowując charakterystyczne dla modelu kształty.
W połowie 2007 roku zaprezentowana została wersja po modernizacji. Zmieniony został m.in. przedni zderzak oraz atrapa chłodnicy, a także przemodelowane zostało delikatnie wnętrze pojazdu. Do listy wyposażenia dodano m.in. system Bluetooth oraz kamerę cofania.

#### Wersje wyposażeniowe
- EX
- EX-L
- LX
- Touring

### Wersja międzynarodowa
Honda Odyssey III w wersji przeznaczonej na rynki międzynarodowe produkowana była w latach 2003 - 2009.

#### Historia i opis modelu

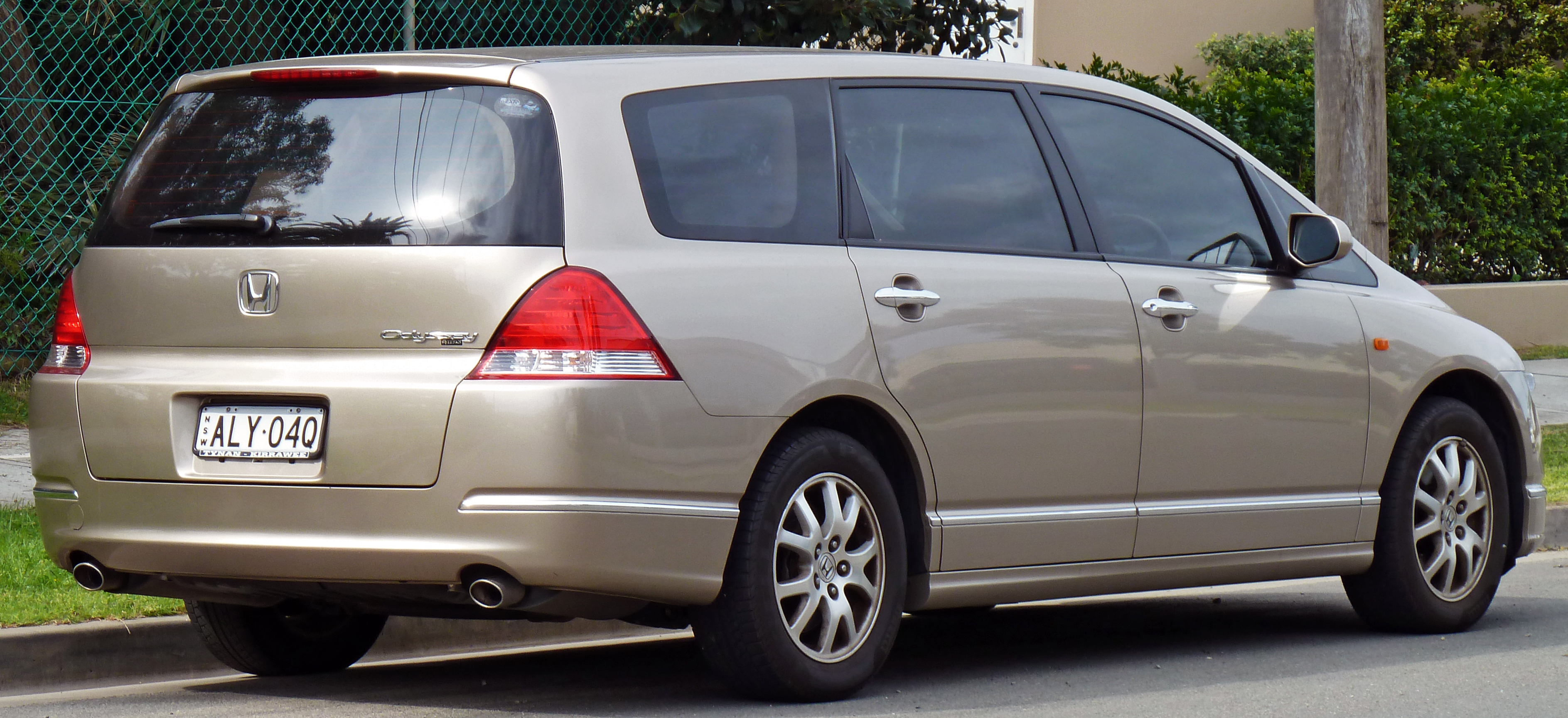
Honda Odyssey III przed liftingiem - tył

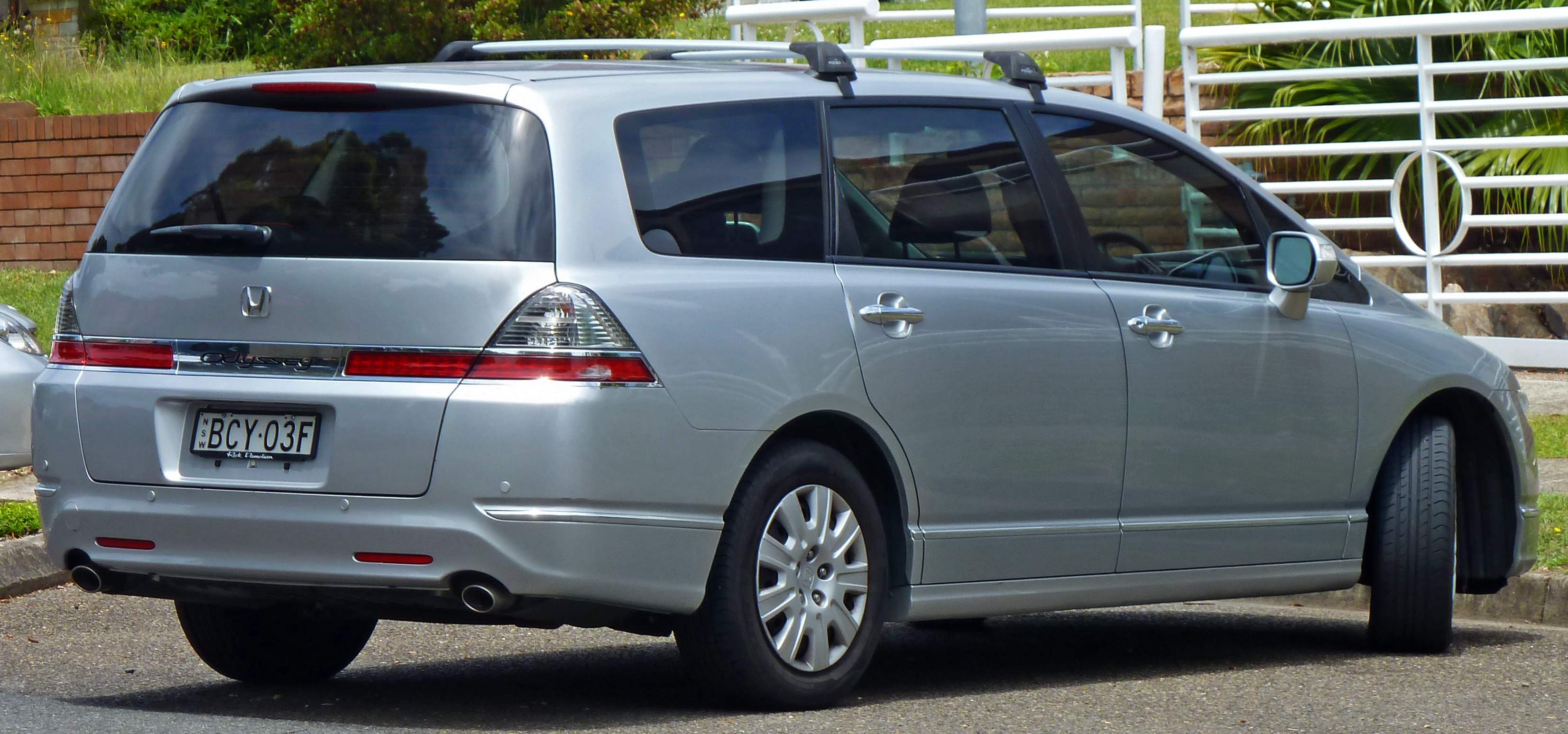
Honda Odyssey III po liftingu - tył

W 2006 roku auto przeszło delikatną modernizację. Przeprojektowany został m.in. pas tylny pojazdu.

## Czwarta generacja

### Wersja amerykańska
Honda Odyssey IV w wersji przeznaczonej na rynek amerykański produkowana była w latach 2010 - 2017.

#### Historia i opis modelu
Samochód został po raz pierwszy oficjalnie zaprezentowany 17 czerwca 2010 roku podczas targów motoryzacyjnych w Chicago.
W marcu 2013 roku podczas targów motoryzacyjnych w Nowym Jorku zaprezentowana została wersja po liftingu. Przemodelowana została m.in. pokrywa silnika, zderzak oraz atrapa chłodnicy, a także zmieniono pokrywy przednich reflektorów na ciemniejsze, a do lamp tylnych wprowadzona została technologia LED.
W 2015 roku wprowadzona została limitowana wersja "Special Edition" wyposażona w odkurzacz - "Honda VAC" umieszczony w bagażniku pojazdu, a także m.in. w rozbudowany system audio.

#### Wersje wyposażeniowe
- EX
- EX-L
- LX
- Special Edition
- Touring
- Touring Elite

### Wersja międzynarodowa
Honda Odyssey IV w wersji przeznaczonej na rynki międzynarodowe produkowana była w latach 2008 - 2013.

#### Historia i opis modelu
Samochód został po raz pierwszy oficjalnie zaprezentowany w 2008 roku. Auto otrzymało nowy, charakterystyczny wygląd pasa przedniego, który nawiązuje do modelu City.

## Piąta generacja

### Wersja amerykańska
Honda Odyssey V w wersji przeznaczonej na rynek amerykański produkowana jest od kwietnia 2017 roku.

#### Historia i opis modelu
Samochód został po raz pierwszy oficjalnie zaprezentowany podczas targów motoryzacyjnych w Detroit w styczniu 2017 roku.

#### Wersje wyposażeniowe
- Elite
- EX-L
- Touring

### Wersja międzynarodowa
Honda Odyssey V w wersji przeznaczonej na rynki międzynarodowe produkowana jest od 2013 roku.

#### Historia i opis modelu
Samochód został po raz pierwszy oficjalnie zaprezentowany w 2013 roku. Zbudowany został na zupełnie nowej płycie podłogowej. Stylistyka pojazdu nawiązuje do ówczesnego języka stylistycznego marki.
Na początku 2016 roku wprowadzona została do produkcji wersja z napędem hybrydowym. Pod maską pojazdu umieszczony został 2 l silnik benzynowy w technologii VTEC sprzężony z jednostką elektryczną.